# Marek Kolbowicz
Marek Antoni Kolbowicz (Szczecin, 11 juni 1971) is een Pools voormalig roeier. Kolbowicz maakte zijn debuut met een vierde plaats in de dubbel-vier tijdens de wereldkampioenschappen roeien 1993. Bij Kolbowicz zijn eerste olympische optreden tijdens de Olympische Zomerspelen 1996 werd hij negende in de dubbel-vier. Twee later tijdens de wereldkampioenschappen roeien 1998 won Kolbowicz zijn eerste medaille namelijk een zilveren in de dubbel-twee. Tijdens de Olympische Zomerspelen 2000 werd Kolbowicz zesde in de dubbel-twee. In de aanloop naar de Olympische Zomerspelen 2004 won Kolbowicz de zilveren en bronzen medaille tijdens de wereldkampioenschappen roeien 2002 en 2003. Op deze spelen werd Kolbowicz vierde in de dubbel-vier. Kolbowicz heerste samen met Michał Jeliński, Adam Korol en Konrad Wasielewski de volgende vijf jaar in de dubbel-vier op de mondiale toernooien, ze wonnen samen vier wereldtitel en olympisch goud tijdens Olympische Zomerspelen 2008. Bij Kolbowicz zijn vijfde olympische optreden werd hij zesde in de dubbel-vier.

## Resultaten
- Wereldkampioenschappen roeien 1993 in Račice 4e in de dubbel-vier
- Wereldkampioenschappen roeien 1994 in Indianapolis 8e in de dubbel-vier
- Wereldkampioenschappen roeien 1995 in Tampere 10e in de dubbel-vier
- Olympische Zomerspelen 1996 in Atlanta 9e in de dubbel-vier
- Wereldkampioenschappen roeien 1997 in Aiguebelette-le-Lac 5e in de dubbel-twee
- Wereldkampioenschappen roeien 1998 in Keulen  in de dubbel-twee
- Wereldkampioenschappen roeien 1999 in St. Catharines 11e in de dubbel-twee
- Olympische Zomerspelen 2000 in Sydney 6e in de dubbel-twee
- Wereldkampioenschappen roeien 2001 in Luzern 6e in de dubbel-vier
- Wereldkampioenschappen roeien 2002 in Sevilla  in de dubbel-vier
- Wereldkampioenschappen roeien 2003 in Milaan  in de dubbel-vier
- Olympische Zomerspelen 2004 in Athene 4e in de dubbel-vier
- Wereldkampioenschappen roeien 2005 in Kaizu  in de dubbel-vier
- Wereldkampioenschappen roeien 2006 in Eton  in de dubbel-vier
- Wereldkampioenschappen roeien 2007 in München  in de dubbel-vier
- Olympische Zomerspelen 2008 in Peking  in de dubbel-vier
- Wereldkampioenschappen roeien 2009 in Poznań  in de dubbel-vier
- Wereldkampioenschappen roeien 2011 in Bled 4e in de dubbel-vier
- Olympische Zomerspelen 2012 in Londen 6e in de dubbel-vier

1976: Wolfgang Güldenpfennig & Rüdiger Reiche & Karl-Heinz Bußert & Michael Wolfgramm ·
1980: Frank Dundr & Carsten Bunk & Uwe Heppner & Martin Winter ·
1984: Albert Hedderich & Raimund Hörmann & Dieter Wiedenmann & Michael Dürsch ·
1988: Agostino Abbagnale & Davide Tizzano & Gianluca Farina & Piero Poli ·
1992: André Willms & Hajek & Steinbach & Stephan Volkert] ·
1996: André Steiner & Stephan Volkert & Andreas Hajek & André Willms ·
2000: Agostino Abbagnale & Alessio Sartori & Rossano Galtarossa & Simone Raineri ·
2004: Nikolai Spinev & Igor Kravtsov & Aleksei Svirin & Sergej Fedorovstev ·
2008: Michał Jeliński & Marek Kolbowicz & Adam Korol & Konrad Wasielewski ·
2012: Karl Schulze & Philipp Wende & Lauritz Schoof & Tim Grohmann ·
2016: Karl Schulze & Philipp Wende & Lauritz Schoof & Hans Gruhne ·
2020: Dirk Uittenbogaard & Abe Wiersma & Tone Wieten & Koen Metsemakers ·
2024: Koen Metsemakers & Tone Wieten & Finn Florijn & Lennart van Lierop
- Nationale Bibliotheek van Polen: a0000003318063
- Virtual International Authority File: 41145304784678610428